# Kato Deftera
Kato Deftera (gr. Κάτω Δευτερά) – wieś w Republice Cypryjskiej, w dystrykcie Nikozja. W 2011 roku liczyła 2054 mieszkańców.